# حارة السنافر (المنصورة)
حارة السنافر هي إحدى حارات حي تلال شمسان الواقع بمديرية المنصورة التابعة لمحافظة عدن، بلغ تعداد سكانها 2583 نسمة حسب تعداد اليمن لعام 2004.